# André Lathière
André Lathière, né le 1er décembre 1920 à Porchères et mort le 11 octobre 1965 est un homme politique français. Il est député de la neuvième circonscription de Gironde de 1961 à 1962 puis de 1963 à sa mort.

## Biographie
André Lathière, issu d'une famille originaire de Haute-Vienne (Limousin), est le fils d'un artisan menuisier-ébéniste. Formé à l’École professionnelle de Périgueux (Dordogne) et titulaire d’un brevet industriel, il succède à son père à la tête de l’entreprise familiale, à Saint-Seurin-sur-l'Isle.
Militant gaulliste, il est élu suppléant de Robert Boulin aux élections législatives de novembre 1958 puis réélu au renouvellement de novembre 1962. A ce titre, il devient député en remplacement de Boulin lorsque celui-ci entre au gouvernement comme secrétaire d’État aux Rapatriés (août 1961) puis au Budget (septembre 1962).
Les élections municipales de mars 1965 lui permettent de devenir maire de Saint-Médard-de-Guizières. Il ne le reste que six mois, décédant avant ses 45 ans dans un accident d'automobile. Sa mort rendra nécessaire l'organisation d'une élection législative partielle en janvier 1966, afin que Boulin remplace son suppléant. Le nouvel élu, Jacques Boyer-Andrivet, siègera aussitôt après à l'Assemblée nationale.